# Kabinet-Schallenberg I
Het kabinet-Schallenberg was tussen 11 oktober en 6 december 2021 de bondsregering van Oostenrijk. Het kabinet bestond uit een coalitie van de christendemocratische ÖVP en Die Grünen.
De regering was in feite een voortzetting van het kabinet-Kurz II. Sebastian Kurz trad in oktober 2021 af als bondskanselier vanwege een corruptieschandaal. De Groenen wilden de links-conservatieve coalitie alleen voortzetten als hij een stap opzij zou doen. In de nieuwe regering werd Alexander Schallenberg de bondskanselier. In het voorgaande kabinet was hij minister van Buitenlandse Zaken. Werner Kogler van de Groenen behield het ambt van vicekanselier, net zoals in het kabinet-Kurz II. De beëdiging van Schallenberg vond plaats op 11 oktober 2021 door president Alexander Van der Bellen.
Het kabinet-Schallenberg regeerde slechts acht weken. Nadat minister van Binnenlandse Zaken Karl Nehammer begin december 2021 naar voren geschoven was als de nieuwe partijleider van de ÖVP, droeg Schallenberg het bondskanselierschap aan hem over. De regering maakte zodoende een doorstart als het kabinet-Nehammer. Schallenberg keerde vervolgens terug als minister van Buitenlandse Zaken.
De christendemocraten staan bekend onder de kleur turquoise (vroeger zwart) en de Groenen onder de kleur groen, waardoor men in Oostenrijk sprak van de combinatie türkis-grün.

## Regeerakkoord
Het in 2019 gesloten regeerakkoord Aus Verantwortung für Österreich bleef gelden. De belangrijkste zaken uit het regeerakkoord zijn de volgende punten.
| Standpunt                                                    |
| Klimaatneutraliteit in 2040 bewerkstelligen                  |
| Doelstelling van 100% groene stroom in 2030                  |
| Nieuwe wetgeving getoetst aan klimaatdoelen                  |
| Grootschalige investeringen in openbaar vervoer              |
| Uitbreiding hoofddoekjesverbod tot het veertiende levensjaar |
| Versterkte controles bij (islamitische) kinderdagverblijven  |
| Invoering van een digitaks voor grote bedrijven              |
| Verlaging van de inkomstenbelasting                          |
| Invoering van een CO2-heffing                                |
| Geen belastingheffing bij duurzaamheidsinvesteringen         |
| Meer inzet op woningbouw                                     |
| Klimaatmaatregelen bij nieuwe woningbouw                     |
| Actieplan tegen rechtsextremisme en moslimsextremisme        |
| Financiële ondersteuning voor universiteiten tot 2027        |
| Verhoging van het wettelijk collegegeld                      |
| Lastenverlichtingen in de landbouwsector                     |
| Pilots met 140 km/h op de autosnelweg worden beëindigd       |
| Bron: ORF en regeerakkoord                                   |

## Bewindslieden
| Functie                                                                     | Foto | Naam                   | Partij | Partij                             | Staatssecretaris               | Foto | Partij | Partij                                    |
| --------------------------------------------------------------------------- | ---- | ---------------------- | ------ | ---------------------------------- | ------------------------------ | ---- | ------ | ----------------------------------------- |
| Bondskanselier                                                              |      | Alexander Schallenberg |        | ÖVP                                |                                |      |        |                                           |
| Vicekanselier en Minister voor Kunst, Cultuur, Ambtenaren en Sport          |      | Werner Kogler          |        | Grüne                              | Andrea Mayer, Kunst en Cultuur |      |        | partijloos (voorgedragen door de Groenen) |
| Minister van Europese en Internationale Aangelegenheden                     |      | Michael Linhart        |        | partijloos (voorgedragen door ÖVP) |                                |      |        |                                           |
| Minister van Sociale Zekerheid, Gezondheidszorg en Consumentenbescherming   |      | Wolfgang Mückstein     |        | Grüne                              |                                |      |        |                                           |
| Minister van Onderwijs, Wetenschap en Onderzoek                             |      | Heinz Faßmann          |        | partijloos (voorgedragen door ÖVP) |                                |      |        |                                           |
| Minister van Digitalisering en Economische Ontwikkeling                     |      | Margarete Schramböck   |        | ÖVP                                |                                |      |        |                                           |
| Minister van Financiën                                                      |      | Gernot Blümel          |        | ÖVP                                |                                |      |        |                                           |
| Minister van Binnenlandse Zaken                                             |      | Karl Nehammer          |        | ÖVP                                |                                |      |        |                                           |
| Minister van Defensie                                                       |      | Klaudia Tanner         |        | ÖVP                                |                                |      |        |                                           |
| Minister van Landbouw, Regio en Toerisme                                    |      | Elisabeth Köstinger    |        | ÖVP                                |                                |      |        |                                           |
| Minister van Justitie                                                       |      | Alma Zadić             |        | Grüne                              |                                |      |        |                                           |
| Minister van Klimaat, Energie, Mobiliteit, Innovatie en Technologie         |      | Leonore Gewessler      |        | Grüne                              | Magnus Brunner, Milieu         |      |        | ÖVP                                       |
| Minister van Werk, Jeugd en Gezin                                           |      | Martin Kocher          |        | partijloos (voorgedragen door ÖVP) |                                |      |        |                                           |
| Minister voor Integratie en Vrouwen (tot 8 januari 2020 zonder portfeuille) |      | Susanne Raab           |        | ÖVP                                |                                |      |        |                                           |
| Minister voor EU en Wetgeving (tot 8 januari 2020 zonder portefeuille)      |      | Karoline Edtstadler    |        | ÖVP                                |                                |      |        |                                           |

Renner · Figl I · Figl II · Figl III · Raab I · Raab II · Raab III · Raab IV · Gorbach I · Gorbach II · Klaus I · Klaus II · Kreisky I · Kreisky II · Kreisky III · Kreisky IV · Sinowatz · Vranitzky I · Vranitzky I · Vranitzky III · Vranitzky IV · Vranitzky V · Klima · Schüssel I · Schüssel II · Gusenbauer · Faymann I · Faymann II · Kern · Kurz I · Bierlein · Kurz II · Schallenberg · Nehammer · Stocker